# 逐樂賭場
逐樂賭場（Slots-A-Fun）是由美高梅國際酒店集團在美國內華達州天堂市賭城大道所經營的一間小賭場。位於馬戲團酒店的東南一角。
雖然逐樂賭場無論位置或是其他方面都和馬戲團酒店息息相關，但原則上兩者在博彩事宜上都是各自經營、各有各特色的。原則上，這是拉斯維加斯大道上最小的賭場、並無設有酒店。但此賭場則以低廉的最低投注額見稱。據2004年數據顯示，花旗骰最低投注可低至1美元、廿一點最低則為3美元。
逐樂賭場亦有不少著名且便宜的小食，如99美分的半磅重熱狗和1.25美元一支啤酒。

## 外部連結
- Slots-A-Fun的介紹 （页面存档备份，存于）

## 資料
1. ↑  Sylvester, Ron. . vegasinc.lasvegassun.com. 2012-12-11  [2023-04-11]. （原始内容存档于2023-04-11）.